# Otuhaereroa Island

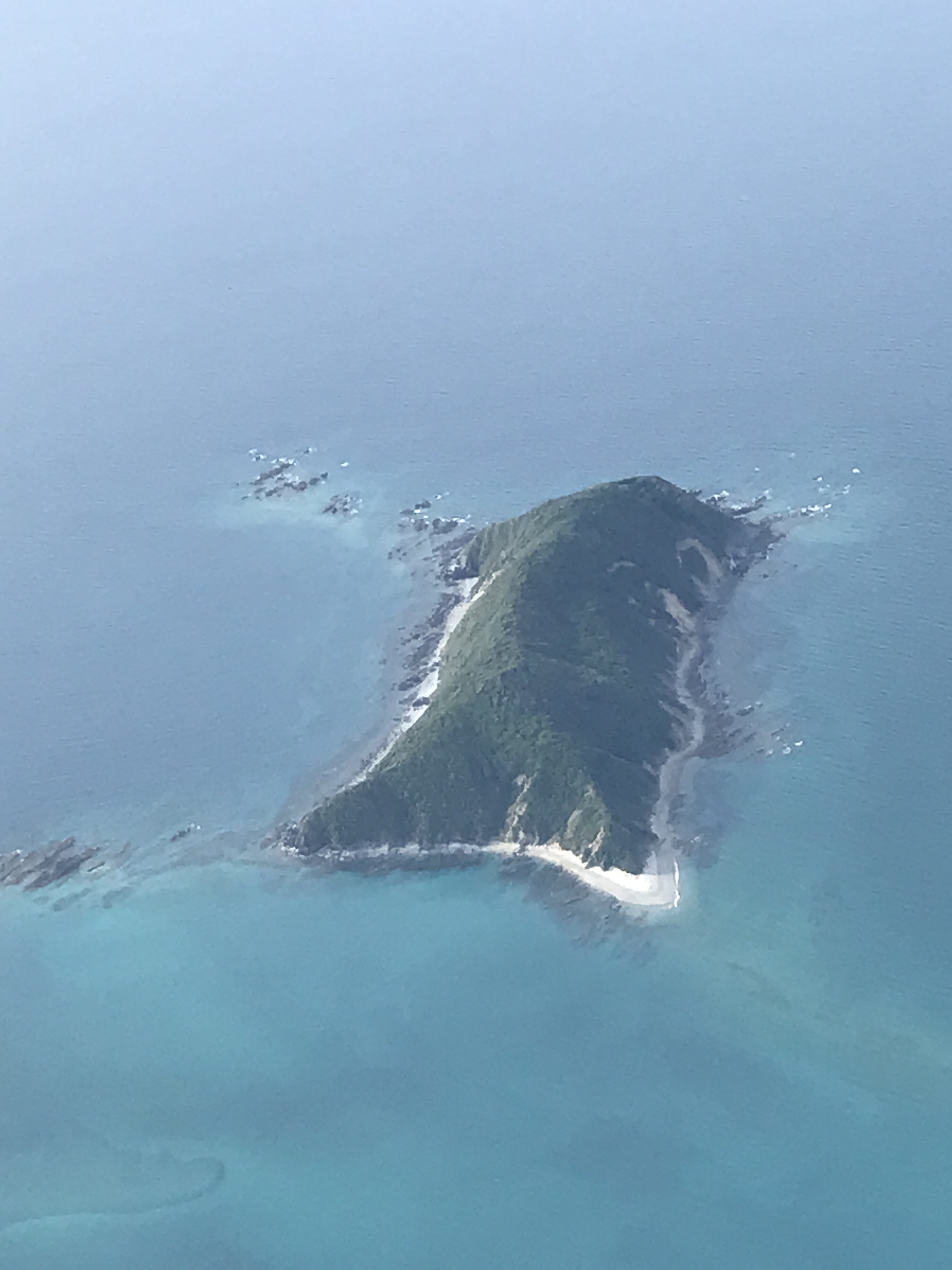
Otuhaereroa Island aus Vogelperspektive

Otuhaereroa Island ist eine Insel in der Region Marlborough, im Norden der Südinsel von Neuseeland.

## Geographie
Die Insel befindet sich im nordöstlichen Teil des Eingangs zum Naturhafen Croisilles Harbour, rund 40 km nordöstlich von Nelson entfernt. Die 100 m hohe und rund 19,5 Hektar große Insel erstreckt sich über eine Länge von rund 785 m in Nord-Süd-Richtung und besitzt eine maximale Breite von rund 360 m in Ost-West-Richtung.
Während sich nach Süden und Südwesten der Croisilles Harbour mit Moukirikiri Island an Otuhaereroa Island anschließt, ist im Westen der Insel in einer Entfernung von rund 1,25 km Motuanauru Island zu finden. An der Ostseite von Otuhaereroa Island liegt in rund 820 m Entfernung das Festland und nach Norden öffnet sich die Tasman Bay / Te Tai-o-Aorere.